# Roger Clemens' MVP Baseball
Roger Clemens' MVP Baseball est un jeu vidéo de baseball sorti en 1992 et fonctionne sur Mega Drive, Super Nintendo, Nintendo Entertainment System et Game Boy. Le jeu a été développé par Sculptured Software puis édité par Acclaim,  LJN et Flying Edge.